# Вілланова-Монтелеоне
Вілланова-Монтелеоне (італ. Villanova Monteleone, сард. Biddanoa Monteleone) — муніципалітет в Італії, у регіоні Сардинія,  провінція Сассарі.
Вілланова-Монтелеоне розташована на відстані близько 370 км на південний захід від Рима, 155 км на північ від Кальярі, 27 км на південь від Сассарі.
Населення — 2308 осіб (2014).
Покровитель — San Leonardo.

## Демографія
Населення за роками:

Станом на 1 січня 2023 року в муніципалітеті офіційно проживав 21 іноземець з 9 країн, серед них 11 громадян країн Євросоюзу.

## Сусідні муніципалітети
- Альгеро
- Боза
- Іттірі
- Монтелеоне-Рокка-Дорія
- Монтреста
- Падрія
- Мара
- Путіфігарі
- Романа
- Тієзі